# Gildo Di Marco
Gildo Di Marco (Sulmona, 20 gennaio 1946) è un attore italiano. Ha interpretato personaggi secondari in alcuni film di genere italiani tra il 1968 e il 1974, lavorando spesso con registi di fama come Dario Argento, Sergio Martino e Mario Monicelli.

## Filmografia

### Cinema
- I quattro dell'Ave Maria, regia di Giuseppe Colizzi (1968) (non accreditato)
- Un esercito di 5 uomini regia di Italo Zingarelli e Don Taylor (1969) (non accreditato)
- L'uccello dalle piume di cristallo, regia di Dario Argento (1970)
- Arizona si scatenò... e li fece fuori tutti, regia di Sergio Martino (1970)
- Brancaleone alle Crociate, regia di Mario Monicelli (1970)
- Armiamoci e partite!, regia di Nando Cicero (1971)
- Gli fumavano le Colt... lo chiamavano Camposanto, regia di Giuliano Carnimeo (1971)
- Continuavano a chiamarlo Trinità, regia di Enzo Barboni (1971)
- 4 mosche di velluto grigio, regia di Dario Argento (1971)
- Uomo avvisato mezzo ammazzato... parola di Spirito Santo, regia di Giuliano Carnimeo (1972)
- Il terrore con gli occhi storti, regia di Steno (1972)
- Sentivano... uno strano, eccitante, pericoloso puzzo di dollari, regia di Italo Alfaro (1973)
- La bellissima estate, regia di Sergio Martino (1974)